# Dryobota albimacula
Dryobota albimacula là một loài bướm đêm trong họ Noctuidae.